# Ritterturm

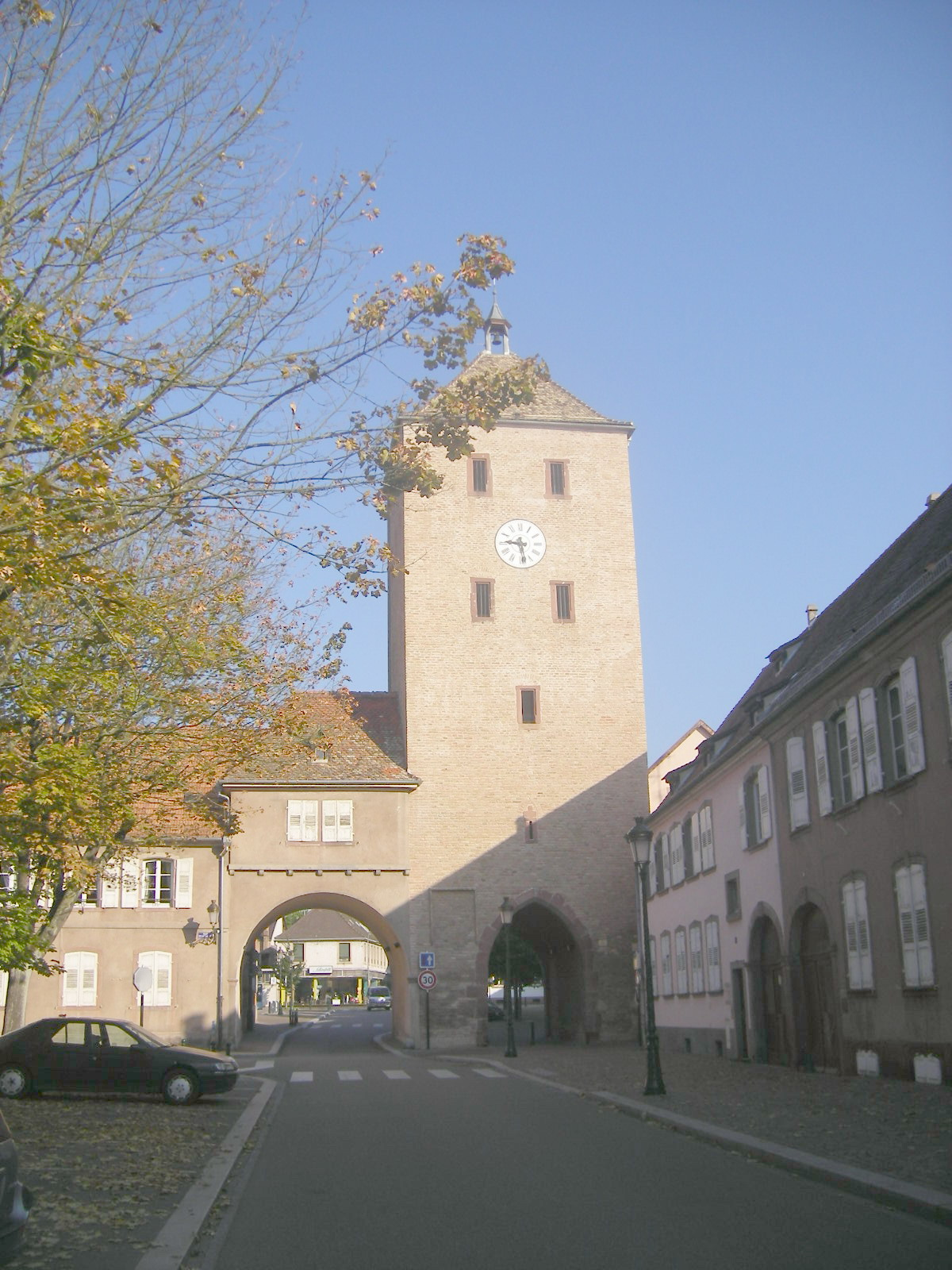
Ritterturm

Der Ritterturm (frz. Tour des Chevaliers) ist einer von einst insgesamt acht mittelalterlichen Tortürmen in Hagenau (Haguenau) im Elsass (Frankreich).
Der um 1235 aus Backsteinen erbaute quadratische Torturm war Teil der zweiten Stadtmauer. Er verfügt über einen Querdurchgang mit gebrochenem Tonnengewölbe. Es handelt sich um einen der seltenen Überreste städtischer Militärarchitektur im Elsass aus dem 13. Jahrhundert. Darüber hinaus diente er als Glockenturm dazu, im Falle einer Bedrohung Alarm zu schlagen. 
Nach dem Bau der dritten Stadtmauer verlor der Turm seine Wehrfunktion und beherbergte ein Pulvermagazin. Von 1763 bis 1918 diente er als Kantons- bzw. (ab 1871) Kreisgefängnis, weshalb die zum Stadtinneren gerichteten Lichtschlitze mit Gittern ausgestattet sind. Das angrenzende Haus aus dem Jahr 1763 ermöglichte den Zugang zu den Verliesen des Turms. Im Jahr 1920 wurde der Querdurchgang geschaffen, der die Breite der Toranlage verdoppelte.